# 鄭萬鈞
鄭 萬鈞（郑万钧、Zhèng Wànjūn、Wan Chun Cheng、1908年6月24日 - 1987年7月25日）は中国の植物学者、林学者
である。

## 略歴
江蘇省の徐州市の商人の家に生まれた。フランス系の専門学校、江蘇省立第一農業学校を卒業後、錢崇澍の推薦で国立東南大学に進んだ。樹木学の助手を務めた。1929年から1939年の間、中国科学社生物研究所の研究員となり、中国森林の調査を行った。1939年にフランス、トゥールーズの森林研究所に派遣され、博士号を取得した。帰国後、雲南大学（1939-1944）、国立中央大学（後の南京大学）（1944-1849）の教授を務めた。1948年に胡先驌とともに当時、絶滅した種とされていたメタセコイアの現生種の発見を発表し、話題となった。1949年から南京大学教授などを務めた。「中国植物誌」の第7巻の編集、「中国樹木誌」1巻、2巻の編集を行った。
ビャクシン属の種Juniperus chengii（Juniperus pingiiの変種）に献名された。